# Чаб'єр-Цака
Чаб'єр-Цака(кит.: 扎布耶茶卡, тиб. གྲབ་ཡེར་ཚྭ་ཁ) — високогірне безстічне  надсолоне содове озеро в окрузі Шигацзе, Тибетський автономний район, Китай. Розташоване за 1050 км від Лхаси. Озеро дало назву мінералу забуєліт (англ. Zabuyelite, карбонат літію, Li2CO3).

## Назва
Озеро має кілька варіантів транслітерації назви на китайській і тибетській мовах (Zabuye, Drangyer, Zabayu, Zhabuye, Chabyer), в англомовній та україномовній географіях. Крім того, в тибетській мові до назви іноді додається цака або кака, що означає «солоне озеро».

## Географія та геологія
Площа озера становить 243 км², максимальна глибина не перевищує двох метрів. Озеро складається з двох частин, з'єднаних вузькою протокою. Північна частина умовно округлої форми, має площу менше 100 км², південна — неправильної форми, площа — менше 150 км². Південна частина мілководніша за північну, часто майже повністю пересихає, тому з повітря здається білою через літій що кристалізувався. Солоність озера становить 360–410 проміле.
Озеро було утворено в крейдовому періоді і еоцені. Крім величезної кількості карбонату літію, Чаб'єр-Цака містить в помітних кількостях тетраборат натрію, мірабіліт і інші солі лужних металів. Вміст хімічних елементів (грам на літр): натрій — 160, хлор — 120, калій — 60, бром — 3, бор — 3, літій — 1,2–1,53, рубідій — 0,25, цезій — 0,1, йод — 0,02; вміст сполук (грам на літр):. CO3 — 90, SO4 — 20. Щільність води становить 1,4 г/см³, рН — 10 Над озером щорічно випадає 193 мм опадів, також запаси води поповнюються таненням снігів з навколишніх гір і підземними джерелами. Щорічне випаровування з поверхні озера становить 2342 мм, що перевищує сумарне поповнення водою, тому площа Чаб'єр-Цака поступово, але неухильно скорочується.
В історії озера існувало мінімум чотирнадцять періодів різкого зниження рівня води, про що свідчать чіткі межі на його берегах і на навколишніх горах. Останні сім були досліджені за допомогою радіовуглецевого аналізу, після чого стало відомо, що останнє велике зниження рівня відбулося близько 3 тис. років до н. е. Шари з десятого по чотирнадцятий знаходяться вище позначки в 4600 м над рівнем моря, що означає, що мільйони років тому Чаб'єр-Цака не було безстічним, мало набагато більшу площу, ніж зараз, а глибина його тоді становила близько 200 м.
Водні рослини в озері не виявлені.

## Видобуток літію
У 1984 році тут був виявлений мінерал Zabuyelite (карбонат літію, Li2CO3), проте тільки в 1987 році було доведено, що тут літій можна добувати в промислових кількостях. У 1999 році була створена компанія Zabuye (Shenzhen) Lithium Trading Co., Ltd, яка почала тут видобуток у 2005 році, а в 2008 році соляна шахта озера була визнана найбільшим джерелом літію в усьому Китаї. У 2008 році Zabuye (Shenzhen) Lithium Trading Co., Ltd мала штат в 50 співробітників, завод на березі озера, який добув в тому році 1556,5 тонн карбонату літію. Компанія планує в найближчому майбутньому збільшити потужність свого заводу з 5000 до 20 000 тонн на рік, оцінюючи запаси озера в 8 300 000 тонн карбонату (1 530 000 тонн літію). Втім, багато експертів вважають ці числа надто завищеними.
Уряд Тибету активно інвестує в розробку озера: за його оцінкою, крім 20 000 тонн карбонату літію, незабаром в рік тут буде вироблятися 5000 тонн хлориду літію, 500 тонн літію, 200 тонн надчистого літію, 520 тонн інших літійвмісних речовин.

## Ресурси Інтернету
- Detailed map of Chabyer Caka. wikimapia. Архів оригіналу за 8 листопада 2012. Процитовано 9 вересня 2010.